# Krigshot (band)
Krigshot, svenskt kängpunkband från Örebro och Stockholm, bildat 1997.
Bandet började som ett sidoprojekt bland punkare i Örebro-trakten och hade ett tag Nasums Mieszko Talarczyk på sång. Flera av de nuvarande medlemmarna har ett långt förflutet inom den svenska punkscenen och bandet har fått bra recensioner i tidningar som behandlar den extrema musikscenen. Eftersom det snarare är frågan om ett projekt än ett riktigt band så uppstår det och försvinner med jämna mellanrum, beroende på vilken huvudsyssla bandmedlemmarna har för tillfället. Ett av bandets få liveframträdande har varit på Hultsfredsfestivalen 2003. Namnet är taget efter en låt med bandet Mob 47.

## Medlemmar
- Per-Olof "Poffen" Frimodig - sång (även i Totalitär, Makabert Fynd)
- Jallo Lehto - gitarr (tidigare i No Security, Meanwhile m.fl.)
- Björn Pettersson - bas (även i Disfear)
- Anders Jakobsson - trummor (tidigare i Nasum m.fl.)

### Tidigare medlemmar
- Mieszko Talarczyk - sång (1997-2001, även i Nasum, avliden 2004)

## Diskografi
- 1997 - Terroristattack EP
- 1998 - Maktmissbrukare CD/LP
- 1998 - Iron Column samlingsskiva CD/2xLP
- 1999 - ...och hotet kvarstår... 7"
- 1999 - Tomorrow Will be Worse 2 samlingsskiva CD/LP
- 2001 - Örebromangel CD/LP
- 2006 - Till vilket pris som helst CD/LP